# Balarrasa
Balarrasa és una pel·lícula espanyola dirigida per José Antonio Nieves Conde el 1951. La pel·lícula es va rodar als districtes de Centro, Retiro, Salamanca i Ciudad Lineal de Madrid i a la província de Salamanca.

## Sinopsi
El missioner espanyol Javier Mendoza (Fernando Fernán Gómez) es troba atrapat enmig d'una gran tempesta de neu a Alaska. Tement que ha arribat el fi dels seus dies comença a recordar la seva vida. Després de la mort de la seva mare, el pare (Javier Tordesillas) es dedica al joc i el mateix Javier, conegut com a Balarrasa, porta també una mala vida. Tampoc els altres germans, Fernando (Luis Prendes), Lina (Dina Stern) i Maite (María Rosa Salgado) porten vides modèliques. Quan esclata la Guerra Civil Espanyola Mendoza incorre en un comportament poc heroic que acaba amb la vida d'un company en jugar-se a les cartes una guàrdia que no li correspon. Impressionat pel succés, ingressa al Seminari. Després de reconduir l'existència dels seus familiars, emprèn una nova vida com a missioner.

## Repartiment
- Manolo Morán - Desiderio
- Jesús Tordesillas - Carlos
- Dina Sten - Lina
- Luis Prendes - Fernando
- José Bódalo - Presidente del club
- Maruchi Fresno - Elena
- María Rosa Salgado - Mayte
- Eduardo Fajardo - Mario
- Fernando Fernán Gómez - Javier Mendoza 'Balarrasa'
- Fernando Aguirre - Valentin
- Francisco Bernal - Emiliano
- Mario Berriatúa - Teniente Hernández
- Julia Caba Alba - Faustina
- José María Rodero - Octavio
- Chano Conde - Teniente
- Alfonso de Córdoba - Alférez
- Gérard Tichy - Zanders

## Premis
Medalles del Cercle d'Escriptors Cinematogràfics de 1951
| Premi                  | Candidats                 | Resultat  |
| ---------------------- | ------------------------- | --------- |
| Millor director        | José Antonio Nieves Conde | Guanyador |
| Millor actor principal | Fernando Fernán Gómez     | Guanyador |